# コタケネズミ
コタケネズミ（Cannomys badius）は、哺乳綱齧歯目メクラネズミ科コタケネズミ属に分類される齧歯類。

## 分布
インド北東部、カンボジア、タイ王国、中華人民共和国（雲南省南西部）、ネパール東部、バングラデシュ、ブータン、ベトナム北西部、ミャンマー
模式標本の産地（基準産地・タイプ産地・模式産地）はネパール。

## 生態
主に竹林に生息するが、農耕地などの様々な環境に生息する。 
妊娠期間は約6 - 7週間。1回に1 - 5頭の幼獣を産む。

## 人間との関係
生息地では、食用とされることもある。
分布域が広く、種としての絶滅のおそれは低いと考えられている。一方で森林伐採や森林火災による生息地の破壊、食用の乱獲、害獣としての駆除などによる影響が懸念されている。